# Withington (Gloucestershire)
Withington – wieś w Anglii, w hrabstwie Gloucestershire. Leży 20 km na wschód od miasta Gloucester i 132 km na zachód od Londynu.